# مفوضية فون دير لاين الثانية
مفوضية فون دير لاين الثانية هي المفوضية الأوروبية التي ستستمر حتى عام 2029. وتتكون من مفوض واحد من كل دولة عضو في الاتحاد الأوروبي بما في ذلك أورسولا فون دير لاين رئيسة المفوضية وهي من ألمانيا. وافق البرلمان الأوروبي على المفوضية في 27 نوفمبر بنسبة أغلبية تبلغ 51% وهي أقل نسبة دعم للمفوضية الأوروبية من قبل البرلمان منذ عام 1993، عندما تم منح البرلمان حق التصويت للموافقة على تشكيلة المفوضية.

## مجموعة المفوضين
| مفوضية فون دير لاين الثانية                                                                     | مفوضية فون دير لاين الثانية | مفوضية فون دير لاين الثانية | مفوضية فون دير لاين الثانية   | مفوضية فون دير لاين الثانية   | مفوضية فون دير لاين الثانية | مفوضية فون دير لاين الثانية | مفوضية فون دير لاين الثانية | مفوضية فون دير لاين الثانية |
| الحقيبة                                                                                         | صورة                        | الاسم                       | الحزب الأوروبي (الحزب الوطني) | الحزب الأوروبي (الحزب الوطني) | الدولة العضو                | تولى المنصب                 | غادر المنصب                 | المرجع                      |
| ----------------------------------------------------------------------------------------------- | --------------------------- | --------------------------- | ----------------------------- | ----------------------------- | --------------------------- | --------------------------- | --------------------------- | --------------------------- |
| رئيس المفوضية الأوروبية                                                                         |                             | أورسولا فون دير لاين        |                               | EPP (CDU)                     | ألمانيا                     | 1 ديسمبر 2024               |                             | [ 3 ]                       |
| نائب رئيس تنفيذي والمفوض الأوروبي للتحول النظيف والعادل والتنافسي                               |                             | تيريزا ريبيرا               |                               | PES (PSOE)                    | إسبانيا                     | 1 ديسمبر 2024               |                             | [ 5 ]                       |
| نائب رئيس تنفيذي والمفوض الأوروبي للتكنولوجيات الرقمية والرائدة                                 |                             | هينا فيركونين ‏              |                               | EPP (NCP)                     | فنلندا                      | 1 ديسمبر 2024               |                             | [ 5 ]                       |
| نائب رئيس تنفيذي والمفوض الأوروبي للصناعة والشركات الصغيرة والمتوسطة والسوق الموحدة             |                             | ستيفان سيجورني              |                               | مستقل (RE)                    | فرنسا                       | 1 ديسمبر 2024               |                             | [ 5 ]                       |
| نائب رئيس والممثل السامي للشؤون الخارجية والسياسة الأمنية                                       |                             | كايا كالاس                  |                               | ALDE (Reform)                 | إستونيا                     | 1 ديسمبر 2024               |                             | [ 5 ]                       |
| نائب رئيس تنفيذي والمفوض الأوروبي للمهارات والتعليم والثقافة والوظائف الجيدة والحقوق الاجتماعية |                             | روكسانا مانزاتو ‏            |                               | PES (PSD)                     | رومانيا                     | 1 ديسمبر 2024               |                             | [ 5 ]                       |
| نائب رئيس تنفيذي والمفوض الأوروبي لسياسة التماسك والتنمية الإقليمية والمدن                      |                             | رافاييل فيتو                |                               | ECR ‏ (FdI)                    | إيطاليا                     | 1 ديسمبر 2024               |                             | [ 5 ]                       |
| المفوض الأوروبي للتجارة والأمن الاقتصادي والعلاقات بين المؤسسات والشفافية                       |                             | ماروش شيفوفيتش              |                               | PES (معلق) (Smer ‏)            | سلوفاكيا                    | 1 ديسمبر 2024               |                             | [ 5 ]                       |
| المفوض الأوروبي للاقتصاد والإنتاجية والتنفيذ والتيسير                                           |                             | فالديس دومبروفسكيس          |                               | EPP (Unity ‏)                  | Latvia                      | 1 ديسمبر 2024               |                             | [ 5 ]                       |
| المفوض الأوروبي للنقل المستدام والسياحة                                                         |                             | أبوستولوس تزيتيكوستاس ‏      |                               | EPP (ND)                      | اليونان                     | 1 ديسمبر 2024               |                             | [ 5 ]                       |
| المفوض الأوروبي للشؤون الداخلية والهجرة                                                         |                             | ماغنوس برونر                |                               | EPP (ÖVP)                     | النمسا                      | 1 ديسمبر 2024               |                             | [ 5 ]                       |
| المفوض الأوروبي للشركات الناشئة والبحث والابتكار                                                |                             | ايكاترينا زاخاريفا ‏         |                               | EPP (GERB)                    | بلغاريا                     | 1 ديسمبر 2024               |                             | [ 5 ]                       |
| المفوض الأوروبي للزراعة والأغذية                                                                |                             | كريستوف هانسن ‏              |                               | EPP (CSV)                     | لوكسمبورغ                   | 1 ديسمبر 2024               |                             | [ 5 ]                       |
| المفوض الأوروبي لشؤون المناخ وصافي الانبعاثات الصفري والنمو النظيف                              |                             | فوبكه هويكسترا              |                               | EPP (CDA)                     | هولندا                      | 1 ديسمبر 2024               |                             | [ 5 ]                       |
| المفوض الأوروبي للميزانية ومكافحة الاحتيال والإدارة العامة                                      |                             | بيوتر سيرافين ‏              |                               | EPP (PO)                      | بولندا                      | 1 ديسمبر 2024               |                             | [ 5 ]                       |
| المفوض الأوروبي للبيئة والمرونة المائية والاقتصاد الدائري التنافسي                              |                             | جيسيكا روسوال ‏              |                               | EPP (M)                       | السويد                      | 1 ديسمبر 2024               |                             | [ 5 ]                       |
| المفوض الأوروبي للخدمات المالية واتحاد الادخار والاستثمار                                       |                             | ماريا لويس ألبوكيركيه       |                               | EPP (PSD)                     | البرتغال                    | 1 ديسمبر 2024               |                             | [ 5 ]                       |
| المفوض الأوروبي لشؤون مصايد الأسماك والمحيطات                                                   |                             | كوستاس كاديس ‏               |                               | مستقل                         | قبرص                        | 1 ديسمبر 2024               |                             | [ 5 ]                       |
| المفوض الأوروبي للاستعداد وإدارة الأزمات والمساواة                                              |                             | حجة لحبيب                   |                               | ALDE (MR ‏)                    | بلجيكا                      | 1 ديسمبر 2024               |                             | [ 5 ]                       |
| المفوض الأوروبي للعدالة بين الأجيال والشباب والثقافة والرياضة                                   |                             | جلين ميكاليف ‏               |                               | PES (Labour)                  | مالطا                       | 1 ديسمبر 2024               |                             | [ 5 ]                       |
| المفوض الأوروبي للطاقة والإسكان                                                                 |                             | دان يورغنسن                 |                               | PES (S/SAP)                   | الدنمارك                    | 1 ديسمبر 2024               |                             | [ 5 ]                       |
| المفوض الأوروبي للتوسع                                                                          |                             | مارتا كوس ‏                  |                               | مستقل                         | سلوفينيا                    | 1 ديسمبر 2024               |                             | [ 5 ]                       |
| المفوض الأوروبي لشؤون البحر الأبيض المتوسط                                                      |                             | دوبرافكا زويكا              |                               | EPP (HDZ)                     | كرواتيا                     | 1 ديسمبر 2024               |                             | [ 5 ]                       |
| المفوض الأوروبي للصحة ورعاية الحيوان                                                            |                             | أوليفر فاريلي ‏              |                               | مستقل                         | المجر                       | 1 ديسمبر 2024               |                             | [ 5 ]                       |
| المفوض الأوروبي للشراكات الدولية                                                                |                             | جوزيف سيكيلا ‏               |                               | مستقل (STAN ‏)                 | جمهورية التشيك              | 1 ديسمبر 2024               |                             | [ 5 ]                       |
| المفوض الأوروبي للدفاع والفضاء                                                                  |                             | أندريوس كوبيليوس            |                               | EPP (TS–LKD ‏)                 | ليتوانيا                    | 1 ديسمبر 2024               |                             | [ 5 ]                       |
| المفوض الأوروبي للديمقراطية والعدالة وسيادة القانون                                             |                             | مايكل ماكغراث ‏              |                               | ALDE (FF)                     | أيرلندا                     | 1 ديسمبر 2024               |                             | [ 5 ]                       |